# Astomum minutum
Astomum minutum är en bladmossart som beskrevs av Hugh Neville Dixon och Potier de la Varde 1927. Astomum minutum ingår i släktet Astomum och familjen Pottiaceae. Inga underarter finns listade i Catalogue of Life.